# Bob McDonnell
Robert Francis "Bob" McDonnell, född 15 juni 1954 i Philadelphia, Pennsylvania, är en amerikansk republikansk politiker. Han var Virginias guvernör 2010–2014.
McDonnell gick i skola i Bishop Ireton High School i Alexandria som är en förort till Washington, D.C. Han utexaminerades 1976 från University of Notre Dame. Han fortsatte sedan sina ekonomistudier vid Boston University och avlade 1989 juristexamen vid Regent University. Han tjänstgjorde länge i USA:s armé och befordrades till överstelöjtnant.
McDonnell var delstatens justitieminister (Virginia Attorney General) 2006–2009. Han vann stort mot demokraten Creigh Deeds i guvernörsvalet i Virginia 2009. McDonnell efterträdde sedan 2010 Tim Kaine som guvernör.
McDonnell gifte sig med Maureen Patricia Gardner 1976; de har fem barn, av vilka den äldsta, Jeanine, tjänstgjorde som officer i U.S. Army Signal Corps i Irak. Bob och Maureen McDonnell skilde sig 2020.